# Shirley Scott
Shirley Scott (Filadelfia, Pensilvania, 14 de marzo de 1934 - 10 de marzo de 2002) fue una organista y cantante norteamericana de jazz.
Inició su carrera profesional tocando el piano en la big band de su hermano, aunque se pasará al órgano Hammond para tocar con George Duvivier, después en un grupo, junto con John Coltrane y Al Heath, y más tarde en trío con Eddie Lockjaw Davis, ya en Nueva York (1956-1960). Graba y toca junto con Stanley Turrentine, que era su esposo en esa época (1960-1969), y mantiene regularmente su trío. A partir de los años 1980, se dedica a la enseñanza musical.
Scott alcanzó un gran prestigio como músico de acompañamiento, dentro de la escena que en los años 1950 se conoció como funky jazz (o soul jazz), a la que aportó algo de la relajación y amabilidad de Erroll Garner.